# إكسبريس الحب (فلم)
إكسبريس الحب هو فيلم مصري تم إنتاجه عام 1946، إخراج حسين فوزي و بطولة صباح وجلال حرب وهاجر حمدي.

## فريق العمل
إخراج: حسين فوزي
بطولة:
- صباح
- جلال حرب
- هاجر حمدي
- فؤاد جعفر
- محمود شكوكو
- زكي إبراهيم
- فؤاد شفيق